# DR řada V 200

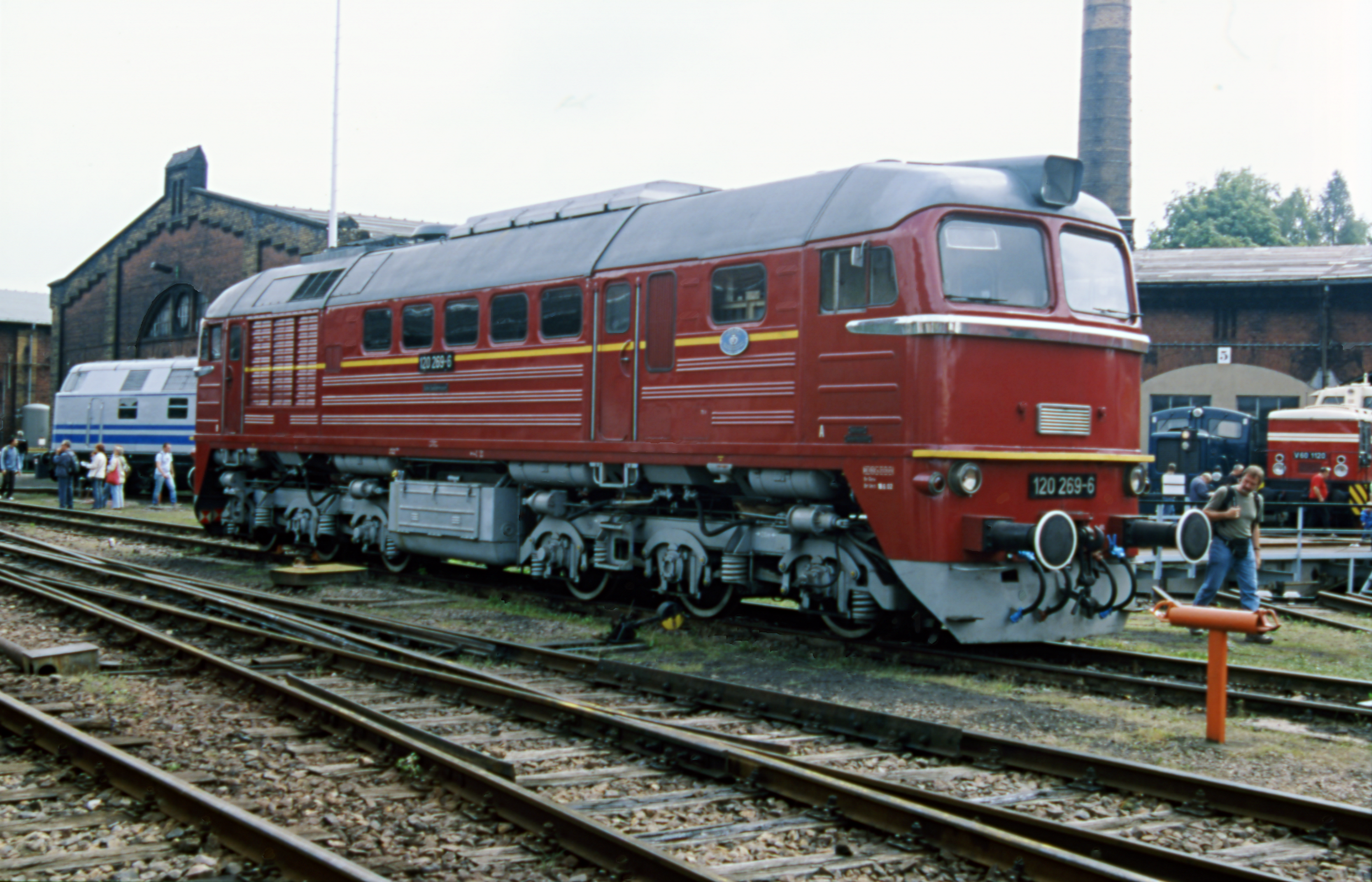
DR 120 269 v Chemnitzu, 2009

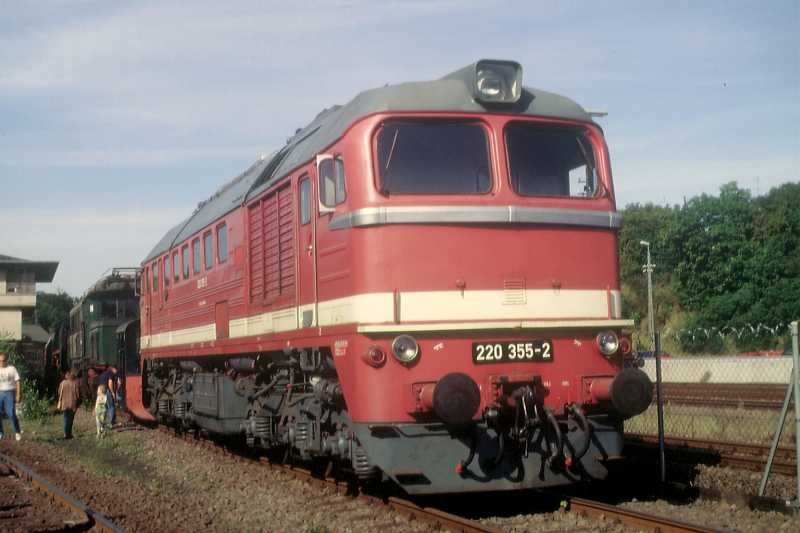
Lokomotiva 220 355 v muzeu ve městě Hermeskeil

Řada V 200 Deutsche Reichsbahn je šestinápravová dieselelektrická lokomotiva určená především pro nákladní dopravu. Jde o variantu typu M62, kterým zásoboval Sovětský svaz země východního bloku. U ČSD byla tato lokomotiva označena řadou T 679.1. Při přečíslování v roce 1970 obdržely tyto lokomotivy řadové označení 120 a strojům, které vydržely v provozu do roku 1992, byla přidělena řada 220. Jedná se o druhé obsazení této řady - viz DB řada V 200.

## Vznik a vývoj
V 60. letech stupňovalo úsilí o likvidaci parní trakce a její náhradu motorovými lokomotivami. Řada V 180 však pro těžší výkony nepostačovala a podle specializačních dohod RVHP neměly být v NDR vyráběny lokomotivy vyšších výkonů. Proto bylo rozhodnuto o dovozu lokomotiv typu M62 z luhanské lokomotivky (od 1970 se město nazývalo Vorošilovgrad). Celkem bylo v letech 1966 - 1975 dovezeno 378 lokomotiv této řady (120 001 - 378).